# Deutsche Freie-Partie-Meisterschaft 2006/07

Veranstaltungsort: Bad Wildungen

Die Deutsche Freie-Partie-Meisterschaft 2006/07 ist eine Billard-Turnierserie und fand vom 21. bis zum 22. Oktober 2006 in Bad Wildungen
zum 39. Mal statt.

## Geschichte
Sven Daske, der für den BC Hilden 1935 an den Start ging, gewann seinen ersten Deutschen Meistertitel. Zweiter wurde Thomas Berger vor Arnd Riedel und Markus Melerski. Leider liegen keine Informationen von diesem Turnier vor.
Daher nur die Endtabelle des Turniers. Die Ergebnisse sind aus der österreichischen Billard-Zeitung Billard und der Enzyklopädie des Billardsports.

## Modus
Gespielt wurden zwei Vorrundengruppen à vier Spieler im Round-Robin-Modus bis 300 Punkte oder 15 Aufnahmen. Die zwei Gruppenbesten kamen ins Halbfinale und spielten den Sieger aus.
Die Endplatzierung ergab sich aus folgenden Kriterien:
1. Matchpunkte
2. Generaldurchschnitt (GD)
3. Höchstserie (HS)

## Teilnehmer
1. Thomas Berger (Essen)
2. Axel Büscher (Bergisch Gladbach)
3. Sven Daske (Hilden)
4. Markus Melerski (Bochum)
5. Christian Mooren (Hasselt)
6. Manual Ortmann (Erfurt)
7. Arnd Riedel (Bergisch Gladbach)
8. Dieter Steinberger (Kempten)

## Abschlusstabelle
| MP    | Match Punkte (Sieger = 2; Unentschieden = 1; Verlierer = 0) |
| SV    | Satzverhältnis (nur bei Turnieren im Satzsystem)            |
| Pkte. | Erzielte Karambolagen                                       |
| Aufn. | benötigte Aufnahmen                                         |
| GD    | Generaldurchschnitt                                         |
| MGD   | Mannschafts-Generaldurchschnitt                             |
| BED   | Bester Einzeldurchschnitt eines Spielers                    |
| BEMD  | Bester Einzeldurchschnitt einer Mannschaft                  |
| BSD   | Bester Satzdurchschnitt eines Spielers                      |
| HS    | Höchstserie                                                 |
| WRP   | Weltranglistenpunkte                                        |

| Klassement                 | Klassement | Klassement         | Klassement | Klassement | Klassement | Klassement | Klassement | Klassement | Klassement |
| Phase                      | Platz      | Name               | MP         | Pkt.       | Aufn.      | GD         | BED        | HS         |            |
| -------------------------- | ---------- | ------------------ | ---------- | ---------- | ---------- | ---------- | ---------- | ---------- | ---------- |
| Finale                     | 1          | Sven Daske         | 10:0       |            |            | 75,00      | 300,00     | 300        |            |
| Finale                     | 2          | Thomas Berger      | 6:4        |            |            | 28,44      | 50,00      | 194        |            |
| Halb- finale               | 3          | Arnd Riedel        | 6:2        |            |            | 22,87      | 42,85      | 126        |            |
| Halb- finale               | 3          | Markus Melerski    | 4:4        |            |            | 25,21      | 60,00      | 206        |            |
| Gruppen- phase             | 5          | Axel Büscher       | 2:4        |            |            | 13,60      | 12,86      | 74         |            |
| Gruppen- phase             | 6          | Dieter Steinberger | 1:5        |            |            | 39,88      | 33,33      | 213        |            |
| Gruppen- phase             | 7          | Christian Mooren   | 1:5        |            |            | 16,54      | 33,33      | 220        |            |
| Gruppen- phase             | 8          | Manual Ortmann     | 0:6        |            |            | 5,14       | –          | 41         |            |
| Turnierdurchschnitt: 25,02 |            |                    |            |            |            |            |            |            |            |